# Pancerz-Buraków
Pancerz-Buraków – zlikwidowany w 1943 normalnotorowy przystanek osobowy w Łomiankach, w dzielnicy Buraków; w województwie mazowieckim, w Polsce.